# Black Roses (The Rasmus)
Black Roses è il settimo album in studio del gruppo musicale finlandese The Rasmus, pubblicato il 29 settembre 2008 dalla Playground Music Scandinavia.

## Descrizione
Uscito a tre anni di distanza dal precedente Hide from the Sun, per la realizzazione dell'album il gruppo si è avvalso della collaborazione del noto compositore e produttore statunitense Desmond Child. Le registrazioni dell'album sono cominciate a Helsinki il 17 settembre 2007, mentre il titolo del disco è stato annunciato due giorni più tardi, con un'uscita originariamente programmata per il mese di marzo 2008.
A promuovere Black Roses sono stati due singoli: il brano d'apertura Livin' in a World Without You e Justify.

## Tracce
Testi e musiche di Lauri Ylönen, Pauli Rantasalmi e Desmond Child, eccetto dove indicato.
1. Livin' in a World Without You – 3:50
2. Ten Black Roses – 3:54
3. Ghost of Love – 3:17 (Lauri Ylönen, Pauli Rantasalmi, Desmond Child, Harry Sommerdahl)
4. Justify – 4:26 (Lauri Ylönen, Pauli Rantasalmi, Desmond Child, James Michael)
5. Your Forgiveness – 3:55
6. Run to You – 4:11
7. You Got It Wrong – 3:17
8. Lost and Lonely – 4:46
9. The Fight – 3:45
10. Dangerous Kind – 3:46
11. Live Forever – 3:22

Tracce bonus nell'edizione giapponese
1. Yesterday You Threw Away Tomorrow – 3:06
2. Livin' in a World Without You (Starcity Remix) – 5:55

DVD bonus nell'edizione speciale
1. The Making of Black Roses

## Formazione
Gruppo
- Lauri Ylönen – voce
- Pauli Rantasalmi – chitarra
- Eero Heinonen – basso
- Aki Hakala – batteria

Altri musicisti
- Harry Sommerdahl – tastiera, programmazione, arrangiamenti orchestrali, cori aggiuntivi
- Tommy Hannson – arrangiamenti orchestrali (tracce 2 e 3)
- Randy Cantor – tastiera aggiuntiva (traccia 10)
- Will Champlin, Jeanette Olson, Jon Vella – cori aggiuntivi

Produzione
- Desmond Child – produzione esecutiva, produzione
- Harry Sommerdahl – produzione, registrazione
- Jon Vella – produzione associata, registrazione
- Michael Wagener – registrazione, missaggio (eccetto tracce 1 e 4)
- Pauli Rantasalmi – registrazione
- Greg Calbi – mastering
- Niklas Flyckt – missaggio (traccia 1)
- Michael Ilbert – missaggio (traccia 4)
- David Efti – assistenza tecnica (traccia 4)

## Classifiche
| Classifiche (2008)         | Posizione massima |
| -------------------------- | ----------------- |
| Austria                    | 22                |
| Finlandia                  | 1                 |
| Germania                   | 13                |
| Grecia                     | 26                |
| Italia                     | 46                |
| Messico                    | 7                 |
| Paesi Bassi                | 51                |
| Regno Unito (rock & metal) | 13                |
| Repubblica Ceca            | 12                |
| Spagna                     | 58                |
| Svezia                     | 32                |
| Svizzera                   | 22                |